# De Gyldne Laurbær
De Gyldne Laurbær (dt. zumeist: Goldener Lorbeer) ist ein dänischer Literaturpreis, der seit 1949 vom Dänischen Buchhändlerklub (Boghandlerklubben) im Bereich Belletristik vergeben wird. Die Preisvergabe des Goldenen Lorbeers ist die einzige Aufgabe des Buchhändlerklubs, seine sonstigen Aktivitäten wurden 2010 eingestellt.
Der Preisträger wird per Briefwahl von den angeschlossenen dänischen Buchhändlern bestimmt. Die Verleihung erfolgt seit 1954 jeweils im ersten Quartal für das vorangegangene Jahr. Ursprünglich bestand die Auszeichnung aus einer gravierten goldenen Anstecknadel. Heute ist der Preis mit 10.000 Kronen (gut 1.300 €) und einem Buchgeschenk im Wert von 2.500 Kronen (rund 330 €) dotiert.

## Preisträger

### 21. Jahrhundert
- 2021 – Thomas Korsgaard für Man skulle nok have været der.[3]
- 2020 – Stine Pilgaard für Meter i sekundet.[4]
- 2019 – Sara Omar für Skyggedanseren.[5]
- 2018 – Leonora Christina Skov für Den, der lever stille.[6]
- 2017 – Jesper Wung-Sung für En anden gren.[7]
- 2016 – Merete Pryds Helle für Folkets Skønhed.[8]
- 2015 – Jesper Stein für Aisha.[9]
- 2014 – Sara Blædel für Kvinden de meldte savnet.[10]
- 2013 – Anne-Cathrine Riebnitzsky für Forbandet Yngel.[11]
- 2012 – Kim Leine für Profeterne i Evighedsfjorden.[12]
- 2011 – Helle Helle für Dette burde skrives i nutid.[13]
- 2010 – Jussi Adler-Olsen für Journal 64.[14]
- 2009 – Ida Jessen für Børnene.[15]
- 2008 – Hanne-Vibeke Holst für Dronningeofret.[16]
- 2007 – Jens Smærup Sørensen für Mærkedage.[17]
- 2006 – Knud Romer für Den som blinker er bange for døden.[18]
- 2005 – Morten Ramsland für Hundehoved.[19]
- 2004 – Christian Jungersen für Undtagelsen.[20]
- 2003 – Jette A. Kaarsbøl für Den lukkede bog.
- 2002 – Jakob Ejersbo für Nordkraft.
- 2001 – Hans Edvard Nørregård-Nielsen für Riber Ret.

### 20. Jahrhundert
- 2000 – Anne Marie Løn für Kærlighedens rum.
- 1999 – Svend Åge Madsen
- 1998 – Jens Christian Grøndahl
- 1997 – Jane Aamund
- 1996 – Carsten Jensen
- 1995 – Henrik Nordbrandt
- 1994 – Jørn Riel
- 1993 – Peter Høeg
- 1992 – Lise Nørgaard
- 1991 – Leif Davidsen
- 1990 – Peter Seeberg
- 1989 – Ib Michael
- 1988 – Bjarne Reuter
- 1987 – Martha Christensen
- 1986 – Paul Hammerich
- 1985 – Helle Stangerup
- 1984 – Cecil Bødker
- 1983 – Dorrit Willumsen
- 1982 – Kirsten Thorup
- 1981 – Suzanne Brøgger
- 1980 – Tage Skou-Hansen
- 1979 – Johannes Møllehave
- 1978 – Vita Andersen
- 1977 – Ebbe Kløvedal Reich
- 1976 – Dea Trier Mørch
- 1975 – Bo Bramsen
- 1974 – Benny Andersen
- 1973 – Anna Ladegaard
- 1972 – Christian Kampmann
- 1971 – Henrik Stangerup
- 1970 – Leif Panduro
- 1969 – Inger Christensen
- 1968 – Anders Bodelsen
- 1967 – Jens Kruuse
- 1966 – Klaus Rifbjerg
- 1965 – Thorkild Hansen
- 1964 – Erik Aalbæk Jensen
- 1963 – Jakob Bech Nygaard
- 1962 – Poul Ørum
- 1961 – Marcus Lauesen
- 1960 – Palle Lauring
- 1959 – Willy-August Linnemann
- 1958 – Frank Jæger
- 1957 – Halfdan Rasmussen
- 1956 – Karl Bjarnhof
- 1955 – Tove Ditlevsen
- 1954 – Tom Kristensen
- 1953 – Aage Dons
- 1952 – Karen Blixen
- 1951 – Jacob Paludan
- 1950 – H.C. Branner
- 1949 – Martin A. Hansen